# Дюрбюи
Дюрбюи (на френски: Durbuy) е град в Южна Белгия, окръг Марш ан Фамен на провинция Люксембург. Населението му е около 10 500 души (2006).